# Ju Si-gyeong
Dans ce nom coréen, le nom de famille, Ju, précède le nom personnel.
Ju Si-gyeong, né le 22 décembre 1876, décédé le 27 juillet 1914, est un linguiste coréen. Il a contribué à la normalisation de la langue coréenne, de son orthographe et de sa grammaire. Il a notamment inventé le terme « hangeul » (한글).
Ju est né dans le comté de Pongsan dans la province de Hwanghae du Nord. Enfant, il a étudié le chinois classique. Après avoir étudié la linguistique à Séoul, il crée la Société de la langue coréenne en 1896.
En 1914, dans le livre 말의 소리 (Les sons de la langue) il propose l’écriture linéaire (pureosseugi) plutôt que syllabique.